# 스타스트럭 (2010년 영화)
《스타스트럭》(StarStruck)은 미국에서 제작된 마이클 그로스먼 감독의 2010년 뮤지컬 영화이다. 스털링 나이트, 다니엘 캠벨 등이 주연으로 출연하였고 제인 비버 등이 제작에 참여하였다.

## 출연

### 주연
- 스털링 나이트
- 다니엘 캠벨

### 조연
- 매기 캐슬
- 브랜던 스미스
- 첼시 스타웁
- 맷 윈스톤
- 토니 트럭스
- 애비 코브
- 베스 리틀포드
- 댄 오코너
- 알리스 허슨
- 로렌 보리스
- 론 피어슨
- 휴 데인
- 선크리시 발라
- 숀 데이비스
- 존 엠브리
- 닉 스체파노빅

## 기타
- 미술: 마크 호펠링
- 공동기획: 존 브라운